# Withius lohmanderi
Withius lohmanderi es una especie de arácnido del orden Pseudoscorpionida de la familia Withiidae.

## Distribución geográfica
Se encuentra en Rusia.